# Mineralne sirovine
Sve mineralne sirovine koje se pojavljuju u Zemljinoj kori mogu se grupirati u 3 glavne grupe:

## Metalne mineralne sirovine (ili rude/rudače)
Koriste se za dobivanje metala (kao npr. zlato, srebro, platina, željezo, olovo, cink, bakar, aluminij, kositar, nikal, krom, titanij, molibden, mangan, vanadij, kobalt, volfram, antimon, živa i dr.

Rude ili rudače su prirodni spojevi (koncentrirani na pojedinim mjestima u Zemljinoj kori) u kojima se nalaze metali u takvoj količini koja omogućuje rentabilno dobivanje odgovarajućeg metala.

Podjela ruda može se vršiti po više kriterija kao što je:

Vrsta metala koji se dobiva iz rude:

Npr. rude željeza, rude bakra, rude mangana itd...

Pojavljivanje u prirodi:

- Jednostavne rude iz kojih se dobiva jedan metal.

Npr. ruda kasiterita koja služi za dobivanje kositra.

- Složene rude iz kojih se dobiva dva ili više metala.

Npr. ruda tetraedrita iz koje se dobiva bakar, antimon, srebro i telur.

Sadržaj metala u rudi:

- Bogate rude (imaju veliki postotak metala i prerađuju se direktno)

- Srednje bogate rude

- Siromašne rude (ove rude se prije metalurške prerade moraju obogaćivati)
Kemijski sastav:

- Samorodne rude sadrže (plemenite) metale u elementarnom stanju.

To su najčešće zlato, srebro i platina.

- Sulfidne rude kod kojih je metal vezan sa sumporom.

Npr. halkozin, kovelin, galenit, sfalerit, cinabarit, pirit, halkopirit, bornit, realgar, auripigment, antimonit, molibdenit, arsenopirit, kobaltin, nikelin i dr.

- Oksidne rude kod kojih je metal vezan s kisikom u obliku oksida.

Npr. magnetit, hematit, kromit, kasiterit, boksit, kuprit, limonit, uraninit, piroluzit, ilmenit i dr.

- Karbonatne rude kod kojih je metal vezan u obliku karbonata.

Npr. magnezit, siderit, rodohrozit, smitsonit i dr.

- Silikatne rude kod kojih je metal vezan za silicijevu kiselinu. Ove rude su česte u prirodi ali vrlo često su neprikladne za industrijsko dobivanje metala jer su kompleksnog kemijskog sastava.

Npr. garnierit služi za dobivanje nikla.

## Nemetalne mineralne sirovine
Imaju vrlo široku i svestranu primjenu u građevinarstvu, kemijskoj tehnologiji i kao topitelji u metalurgiji.

Kao npr. pijesak, šljunak, tehnički i ukrasni kamen, gips, lapor, vapnenac,dolomit, ciglarska, keramička i vatrostalna glina, kaolin, kreda, kalcit, kvarc i kvarcni pijesak, magnezit, fluorit, barit, grafit, sumpor, kuhinjska sol, azbest i dr..

Nemetalne mineralne sirovine su one sirovine koje nam prilikom topljenja ne daju novu sirovinu, a obično su vezane uz sedimentne stijene.
U svjetskoj potrošnji nemetala, mineralne sirovine sudjeluju u sljedećim udjelima: 
-sve vrste kamena 49 %
-pijesak i pjeskoviti materijal 43 %
-glina, sol, fosfati i gips 7 %
-druge vrste nemetala 1 %
što predstavlja 70 % ukupne svjetske proizvodnje svih mineralnih sirovina.

## Energetske mineralne sirovine
Koriste se za pogon motornih vozila, u kemijskoj industriji i energetici.
	
Ovdje spada ugljen (primarni energetski resurs), nafta, prirodni plin i uran (sekundarni energetski resursi).
	
Posebnu grupu mineralnih sirovina čine mineralne i geotermalne vode.

## Vanjske poveznice
- Mineralne sirovine Hrvatska tehnička enciklopedija, portal hrvatske tehničke baštine. LZMK